# 한대현
한대현(韓大鉉, 1941년 6월 20일~2024년 4월 23일)은 서울고등법원장을 지낸 판사 출신으로서 2003년 8월 25일까지 헌법재판관을 역임한 법조인이다. 대법관을 지낸 한성수가 아버지이며 이회창의 처남이다. 청주지방법원 부장판사를 지낸 김홍엽과 동서 관계인 법조 집안이다.

## 생애
1941년에 경상남도 산청군의 청주 한씨 가문이자 대법관을 지내게 되는 한성수의 장남으로 태어났다. 경기고등학교와 서울대학교 법과대학을 졸업하고 제15회 고등고시 사법과에 합격해 판사에 임용되어 대전지방법원 판사 등을 거쳐 인천지방법원, 서울민사지방법원, 광주고등법원, 서울고등법원, 1985년 9월 1일자로 승진한 대구고등법원에서 부장판사를 지내다 사법연수원 교수, 서울고법 부장판사, 서울동부지원장, 인천지방법원장, 1994년 8월 서울형사지방법원장, 1995년 2월 대전고등법원장, 1995년 11월 23일 서울고등법원에 임명되었다.
서울형사지방법원장에 재직할 때인 1995년 3월부터 민사지방법원과 형사지방법원이 통합되어 통합 법원의 부장판사를 제외한 배석판사와 단독판사 전원이 야간 당직과 영장 업무를 처리하게 하여 종전의 형사지방법원 소속 30여명이 야간 영장을 발부하다가 민사법원 판사 100여명이 더해져 야간 영장 발부 등을 판사 2인 1조로 하게 했다.
대법관 후보에서 박준서 등과 함께 유력했지만 1993년 공직자 재산 공개할 때 21억 5천여만원을 신고하면서 대법관 인사에서 탈락했다. 윤관 대법원장의 신임을 받으며 대법관 임명때마다 후보로 거론됐다.
1997년 8월 27일 김영삼 대통령으로부터 헌법재판관 임명을 받았다.

## 주요 판결
서울고등법원 형사5부 재판장으로 재직하던 1987년 3월 11일에 부천경찰서 성 고문사건의 권인숙 변호인단이 항소심 재판부인 형사4부(재판장 김연호)를 상대로 제기한 재판부 기피신청을 "이유없다"며 기각했다.
서울고등법원 특별10부 재판장으로 재직하던 1992년 3월 9일에 광산 근로자 2명이 중앙노동위원회를 상대로 낸 부당노동행위 구제 재심 근정 취소처분 청구소송에서 "정당한 절차를 거치지 않고 농성 근로자들에게 작업거부를 선동하는
등 불법쟁의를 한 점이 인정된다"며 "이와 관련하여 형사상 처벌을 받지 않았다고 해도 그 행위를 정당한 노조활동으로 볼 수 없어 이를 근거로 한 회사의
해고 조치는 정당하다"며 원고의 청구를 기각했다. 5월 22일에는 작업중 뇌경색으로 쓰러져 하반신이 마비됐으나 업무상 질병으로 인정받지 못한 인쇄공이 서울관악지방노동사무소를 상대로 제기한 요양 불승인 취소청구소송에서 "성격이 급하고 직설적인데 10살이나 적은 직장 상사와 자주 다퉈 긴장된 상태에서 작업해온 점을 감안할 때 정신적 긴장이 뇌경색의 원인중 하나로 볼 수 있다"며 원고승소 판결했다.
서울고등법원 민사11부 재판장으로 재직하던 1990년 7월 27일에 방위병인 아들이 얼차려를 받다 숨져 유가족이 국가를 상대로 낸 손해배상청구소송에서 승소판결을 내린 원심을 깨고 원고 패소판결을 했다.